# Diga di Yacyretá
La diga idroelettrica di Yacyretá-Apipé, chiamata anche soltanto Diga di Yacyretá,  è una centrale idroelettrica costruita in prossimità delle cascate di Yacyretá-Apipé, sul fiume Paraná, tra le province argentine di Corrientes e Misiones ed i dipartimenti paraguaiani di Itapúa e Misiones.
La diga ha una lunghezza di 808 m e l'impianto dispone di 20 turbine che complessivamente generano una potenza di 3.200 MW, per una capacità produttiva annua di 19.080 GWh. Tuttavia, essendo il bacino d'acqua sette metri al di sotto del livello pianificato, l'impianto produce annualmente 11.750 GWh.

## Ubicazione
La diga di Yacyretá è situata sul fiume Paraná, tra il villaggio paraguaiano di Ayolas e quello argentino di Ituzaingó, a 83 km da Posadas. L'impianto prende il nome dall'Isola di Yaciretá, ora sommersa all'80% dal bacino artificiale, il cui nome in guaraní significa “terra della luna”. un'altra isola originariamente presente nel fiume, quella di Apipé, è oggi una riserva naturale sotto amministrazione argentina.

## Storia
La costruzione della diga fu stabilita il 13 dicembre 1973 da un accordo comune tra Paraguay e Argentina; tuttavia le spinte contrarie delle lobby argentine dell'energia nucleare e la situazione politicamente instabile della stessa Argentina ne fecero slittare i primi lavori al 1983.
Risolte le ultime controversie tra i due paesi, riguardanti la porzione di territorio che avrebbe dovuto essere allagata per creare un bacino idrico di 1.600 km², i lavori presero ulteriore impulso alla fine degli anni ottanta. L'impianto cominciò a funzionare nel 1994.

### Accuse di corruzione
Il costo totale dell'impianto è stato calcolato in oltre 10 miliardi di dollari, cinque volte più di quanto preventivato.
Funzionari della società EBY (Entidad Binacional Yacyretá), proprietaria dell'impianto, sono stati inoltre accusati di malversazione e speculazione; tra le accuse più frequenti mosse agli uomini della EBY figura anche quella di aver comprato le terre di cui i vari progetti richiedevano l'inondazione allo scopo di ottenerne un forte indennizzo in fase di esproprio.  L'ex presidente argentino Carlos Menem definì la diga di Yaciretá un “monumento alla corruzione”, definizione che ebbe in seguito un discreto successo giornalistico.

## Chiusa di Navigazione
Per poter permettere la navigazione delle imbarcazioni nel Paraná è stata creata sul margine sinistro del complesso, accanto alla sponda argentina, una chiusa; questa struttura in calcestruzzo permette ad un gruppo delimitato di imbarcazioni di superare il dislivello di 23 m creato dallo sbarramento in un tempo di 45 minuti. La struttura è formata da un bacino di 270 m di lunghezza e di 27 m di larghezza con gallerie di alimentazione e scarico, chiuso da paratoie mobili, in grado di collocarsi al livello del fiume o a quello del bacino artificiale. La navigazione è sempre permessa nella chiusa, previa richiesta dei naviganti.

## Passaggio di specie ittiche migratorie
Per favorire il passaggio delle specie ittiche sono stati costruiti due ascensori nel braccio principale del fiume, approvvigionati da due canali di raccolta con cancelli d'entrata di fronte alla diga; i due ascensori, posti al termine di ciascun canale, impiegano 7 minuti per risalire al bacino idrico posto a monte dello sbarramento. Alcuni studi reputano però che la quantità di esemplari osservate sugli ascensori non garantiscano stime ottimistiche sulla sopravvivenza di alcune specie migratorie (tra queste il Prochilodus lineatus e il Salminus maxillosus).

## Popolazione e impatto ecologico
Il progetto della diga ha ricevuto numerose critiche fin dalla sua presentazione: l'allagamento di 1.600  km², secondo gli ecologisti, ha comportato la distruzione dell'habitat naturale di numerose specie endemiche. La distruzione dell'ambiente naturale originario e l'alterazione chimica delle acque (soprattutto della quantità di ossigeno presente in esse) hanno ridotto il numero delle specie presenti nell'area.
Esiste da anni una controversia riguardante le paludi di Iberá, nella provincia di Corrientes: i gruppi ecologisti accusano il grande bacino idrico formatosi con la diga di essere responsabile delle inondazioni periodiche delle paludi. La Entidad Binacional Yacyreta ha sempre negato l'esistenza di una correlazione tra la presenza dell'invaso e le inondazioni di Iberá.
Il progetto di innalzare il livello del bacino da 76 m a 83 m, per poter sfruttare a pieno regime l'intero impianto, è osteggiato dalle associazioni ecologiste e dagli abitanti della zona, che sostengono non siano stati fatti adeguati studi sull'impatto sociale ed economico di tale azione; l'innalzamento del livello causerebbe l'inondazione di 29.000 ha di terreno in Argentina e 93.000 ha in Paraguay. La Asamblea Binacional de Afectados de Yaciretá, un'associazione che raccoglie le popolazioni danneggiate dalla costruzione della diga, stima che la creazione del bacino artificiale abbia già causato lo sgombero di 40.000 persone, ma che la maggior parte di esse non è stata indennizzata perché non considerata danneggiata dall'inondazione dei terreni.

## Turismo
La diga di Yacyretá si è trasformata in una delle maggiori attrazioni turistiche della zona, con centri di raccolta visitatori nella città argentina di Ituzaingó e in quella paraguaiana di Ayolas. La  Entidad Binacional Yacyretá cura direttamente le relazioni esterne, formando un personale di guide capaci di portare i visitatori ad una serie di percorsi didattici lungo le strutture del complesso.